# Hengevelde
Hengevelde est un village situé dans la commune néerlandaise de Hof van Twente, dans la province d'Overijssel. Le 1er janvier 2006, le village comptait 1 500 habitants.

## Personnalités liées à Hengevelde
- Annie Schreijer-Pierik (1953), femme politique et gardienne de porc